# Liste des formations géologiques d'Encelade
Voici une liste des formations géologiques d'Encelade, l'un des satellites naturels de Saturne.

## Cratères
Les cratères d'impact d'Encelade tirent leurs noms de personnages des Mille et une nuits.
| Cratère   | Éponyme     |
| Ahmad     | Ahmad       |
| Aladdin   | Aladdin     |
| Ali Baba  | Ali Baba    |
| Dalilah   | Dalila      |
| Duban     | Duban       |
| Dunyazad  | Dunyazad    |
| Gharib    | Gharib      |
| Julnar    | Julnar      |
| Musa      | Musa        |
| Peri-Banu | Peri-Banu   |
| Salih     | Salih       |
| Samad     | Samad       |
| Shahrazad | Shéhérazade |
| Shahryar  | Shahryar    |
| Sindbad   | Sindbad     |

## Fossae
Les fossae (singulier : fossa) sont des dépressions longues, étroites et peu profondes. Elles tirent leurs noms de lieux cités dans les Mille et une nuits. Analogues aux rifts terrestres.
| Fossa          | Éponyme  |
| Bassorah Fossa | Bassorah |
| Daryabar Fossa | Daryabar |
| Isbanir Fossa  | Isbanir  |

## Planitiae
Les plaines sur Encelade sont appelées planitiae (singulier : planitia). Elles tirent leurs noms de lieux cités dans les Mille et une nuits.
| Planitia          | Éponyme  |
| Diyar Planitia    | Diyar    |
| Sarandib Planitia | Serendib |

## Sulci
Les sulci (singulier : sulcus) sont des zones de longues fissures parallèles. Elles tirent leurs noms de lieux cités dans les Mille et une nuits.
| Sulcus            | Éponyme    |
| Harran Sulci      | Harran     |
| Samarkand Sulci   | Samarcande |
| Alexandria Sulcus | Alexandrie |
| Cairo Sulcus      | Le Caire   |
| Baghdad Sulcus    | Bagdad     |
| Damascus Sulcus   | Damas      |